# Košara s jabukama
Košara s jabukama je djelo mrtve prirode koju je kao ulje na platnu naslikao francuski slikar Paul Cézanne. Mrtva priroda prikazuje stol na kojem se nalaze košara s jabukama, boca vina i kolači na tanjuru.
Djelo je poznato po svojoj nepovezanoj perspektivi te je opisano kao uravnoteženi sastav zbog svojih neuravnoteženih dijelova (nagnuta boca i košara s jabukama te skraćene linije kolača na tanjuru kao i linije stolnjaka na stolu). Isto tako, desna strana stola nije u istoj ravnini s lijevom kao da slika istovremeno reflektira dva gledišta.
Umjetnička djela poput ovog su pomogla u stvaranju mosta između impresionizma i kubizma.
Košara s jabukama danas se nalazi u Umjetničkom institutu Chicaga.